# Куркелес
Куркелес (каз. Күркелес, до 2008 г. — 22 Партсъезд) — аул в Сарыагашском районе Туркестанской области Казахстана. Входит в состав Куркелесского аульного округа. Находится примерно в 3 км к западу от районного центра, города Сарыагаш. Код КАТО — 515465800.

## Население
В 1999 году население аула составляло 2830 человек (1408 мужчин и 1422 женщины). По данным переписи 2009 года, в ауле проживали 4084 человека (2085 мужчин и 1999 женщин).